# Wernerkrauseïta
La wernerkrauseïta és un mineral de la classe dels òxids que pertany al supergrup de la marokita. Rep el nom en honor del Dr. Werner Krause (n. 1949), un químic investigador de la indústria química que ha descrit diversos minerals secundaris nous.

## Característiques
La wernerkrauseïta és un òxid de fórmula química Ca(Fe3+,Mn3+)₂Mn4+O₆. Va ser aprovada com a espècie vàlida per l'Associació Mineralògica Internacional l'any 2014, i va ser publicada el 2016. Cristal·litza en el sistema ortoròmbic. La seva duresa a vickers és vhn25=154(5) kg/mm².
L'exemplar que va servir per a determinar l'espècie, el que es coneix com a material tipus, es troba conservat a les col·leccions del Museu d'Història Natural de Berna (Suïssa), amb el número de catàleg: nmbe 42804.

## Formació i jaciments
Va ser descoberta a la pedrera Caspar, situada a Ettringen, dins el districte de Mayen-Koblenz (Renània-Palatinat, Alemanya), on es troba en forma de cristalls prismàtics negres. Aquest indret és l'únic a tot el planeta on ha estat descrita aquesta espècie mineral.